# Simon Brenner
Simon Brenner (* 24. September 1984) ist ein ehemaliger deutscher Footballspieler.

## Laufbahn
Brenners Karriere im American Football begann im Jahr 2000 im Nachwuchs der Schwäbisch Hall Unicorns. Mit der Herrenmannschaft der Haller trat er in der höchsten deutschen Spielklasse GFL an. 2011 und 2012 wurde er mit den Hallern deutscher Meister, in beiden Endspielen wurden die Kiel Baltic Hurricanes bezwungen. 2014, 2015 und 2016 stand der Linebacker mit Schwäbisch Hall ebenfalls im Endspiel um die deutsche Meisterschaft, verlor aber jeweils gegen die Braunschweig Lions. 2017 und 2018 wurde er mit Schwäbisch Hall abermals deutscher Meister. Anlässlich Brenners Abschied vom Leistungsfootball im Oktober 2019 bezeichnete ihn Trainer Jordan Neuman als einen „der Größten in der Unicorns-Geschichte“. Brenner spielte bei den Schwäbisch Hall Unicorns ab 2007 zeitweilig an der Seite seiner Brüder Johannes und Felix. Zur Saison 2020 wurde Simon Brenner Mitglied des Haller Trainerstabs und kümmerte sich dort fortan gemeinsam mit seinem Bruder Johannes um die Koordinierung der Abwehrarbeit sowie die Betreuung junger und neuer Spieler.

### Nationalmannschaft
Mit der deutschen Nationalmannschaft gewann er 2010 die Europameisterschaft. Bei der Weltmeisterschaft 2011 wurde er mit Deutschland Fünfter. Er gewann Silber bei den World Games 2017.